# Crawfordsville (Iowa)
Crawfordsville és una ciutat dels Estats Units a l'estat d'Iowa. Segons el cens del 2000 tenia 295 habitants.

## Demografia
Segons el cens del 2000, Crawfordsville tenia 295 habitants, 117 habitatges, i 78 famílies. La densitat de població era de 307,8 habitants per km².
Dels 117 habitatges en un 37,6% hi vivien nens de menys de 18 anys, en un 54,7% hi vivien parelles casades, en un 8,5% dones solteres, i en un 33,3% no eren unitats familiars. En el 29,1% dels habitatges hi vivien persones soles l'11,1% de les quals corresponia a persones de 65 anys o més que vivien soles. El nombre mitjà de persones vivint en cada habitatge era de 2,52 i el nombre mitjà de persones que vivien en cada família era de 3,13.
Per edats la població es repartia de la següent manera: un 29,8% tenia menys de 18 anys, un 6,4% entre 18 i 24, un 30,5% entre 25 i 44, un 16,3% de 45 a 60 i un 16,9% 65 anys o més.
L'edat mediana era de 36 anys. Per cada 100 dones de 18 o més anys hi havia 99 homes.
La renda mediana per habitatge era de 39.063 $ i la renda mediana per família de 38.571 $. Els homes tenien una renda mediana de 28.036 $ mentre que les dones 22.813 $. La renda per capita de la població era de 17.238 $. Cap de les famílies i el 2% de la població estaven per davall del llindar de pobresa.

## Poblacions més properes
El següent diagrama mostra les poblacions més properes.